# Deutsche Meisterschaften im Bahnradsport 2014

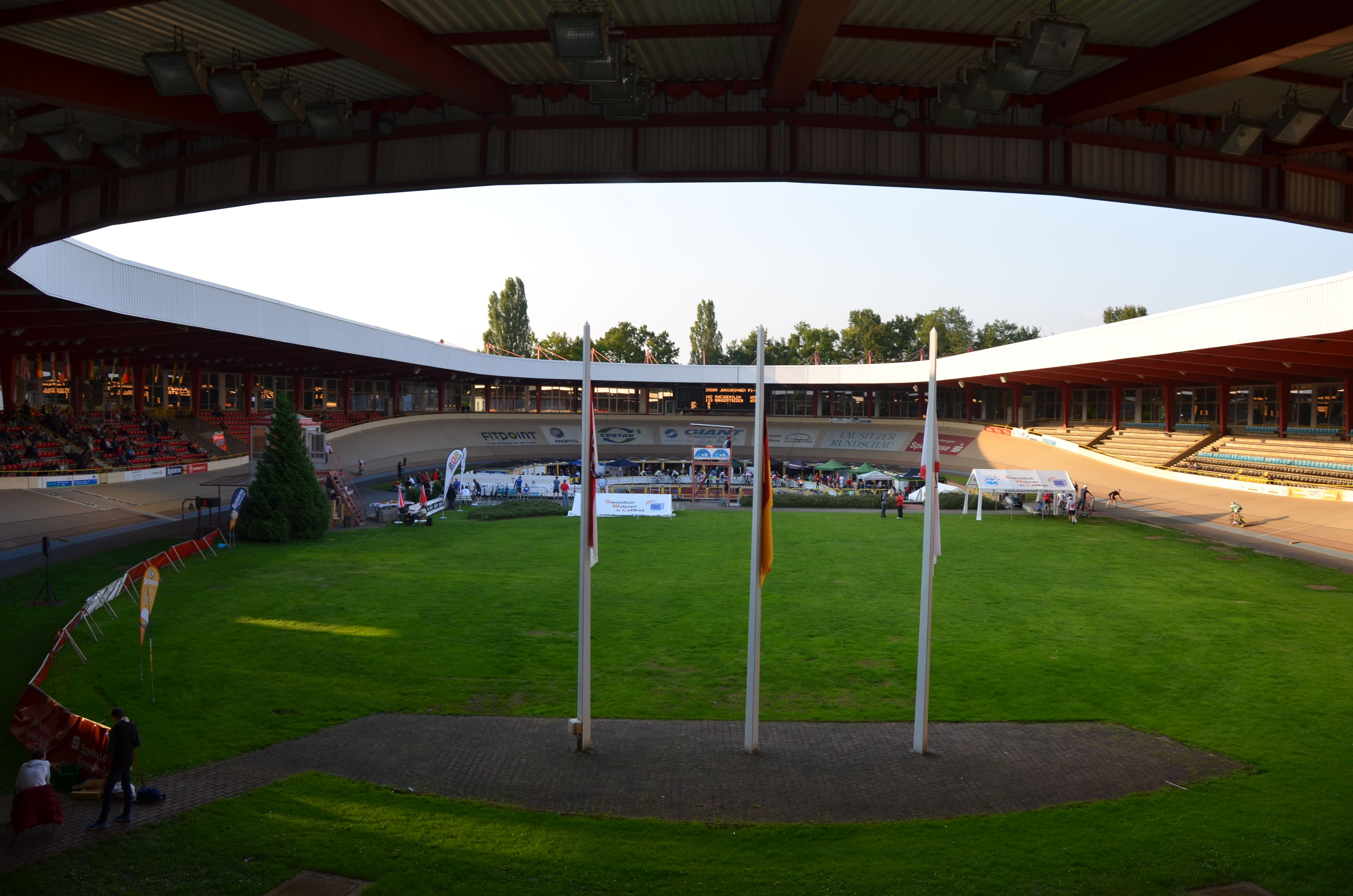
Das Radstadion in Cottbus

Die 128. Deutschen Meisterschaften im Bahnradsport fanden vom 3. bis 7. September 2014 auf der Radrennbahn in Cottbus statt. Es waren die sechsten nationalen Titelkämpfe, die in Cottbus ausgetragen wurden.
Am Start waren rund 350 Sportlerinnen und Sportlerinnen der Klassen Elite, Frauen, Junioren und Jugend. Es wurden insgesamt 43 Titel vergeben.
Erfolgreichste Sportlerin der Meisterschaften war Kristina Vogel aus Erfurt, die drei Goldmedaillen in Sprint, Keirin und Teamsprint (mit Doreen Heinze) errang sowie eine Silbermedaille im 500-Meter-Zeitfahren. Stefan Bötticher aus Chemnitz wurde zweifacher deutscher Meister, im Sprint und im Keirin. Auch Stephanie Pohl aus Cottbus holte zwei Titel, im Punktefahren sowie in der Einerverfolgung.
Die deutschen Meisterschaften im Omnium und im Scratch wurden am 19. und 20. Dezember 2014 in der Oderlandhalle in Frankfurt/Oder ausgetragen.

## Ergebnisse

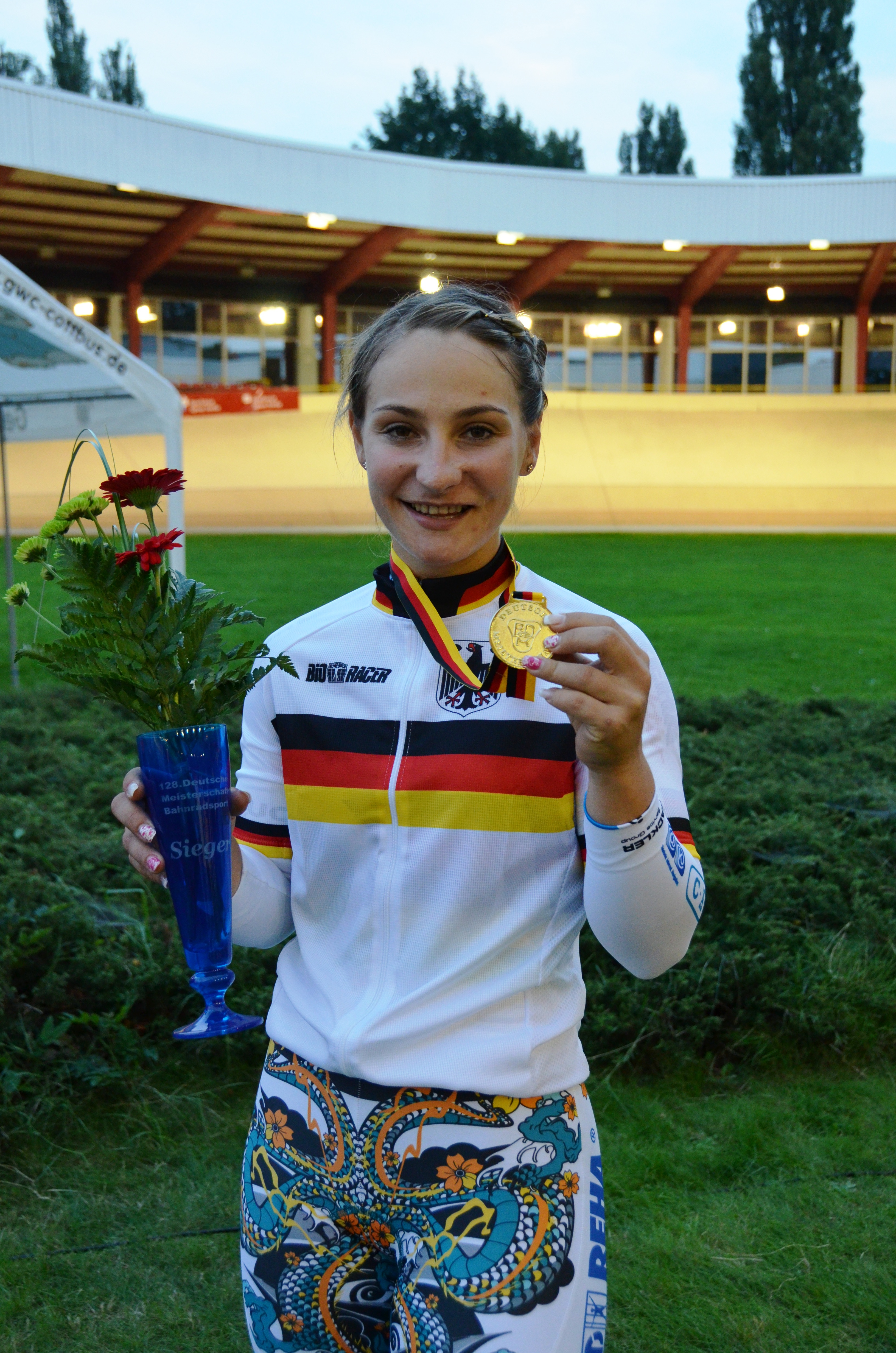
Kristina Vogel errang drei Gold- und eine Silbermedaille.

### Sprint

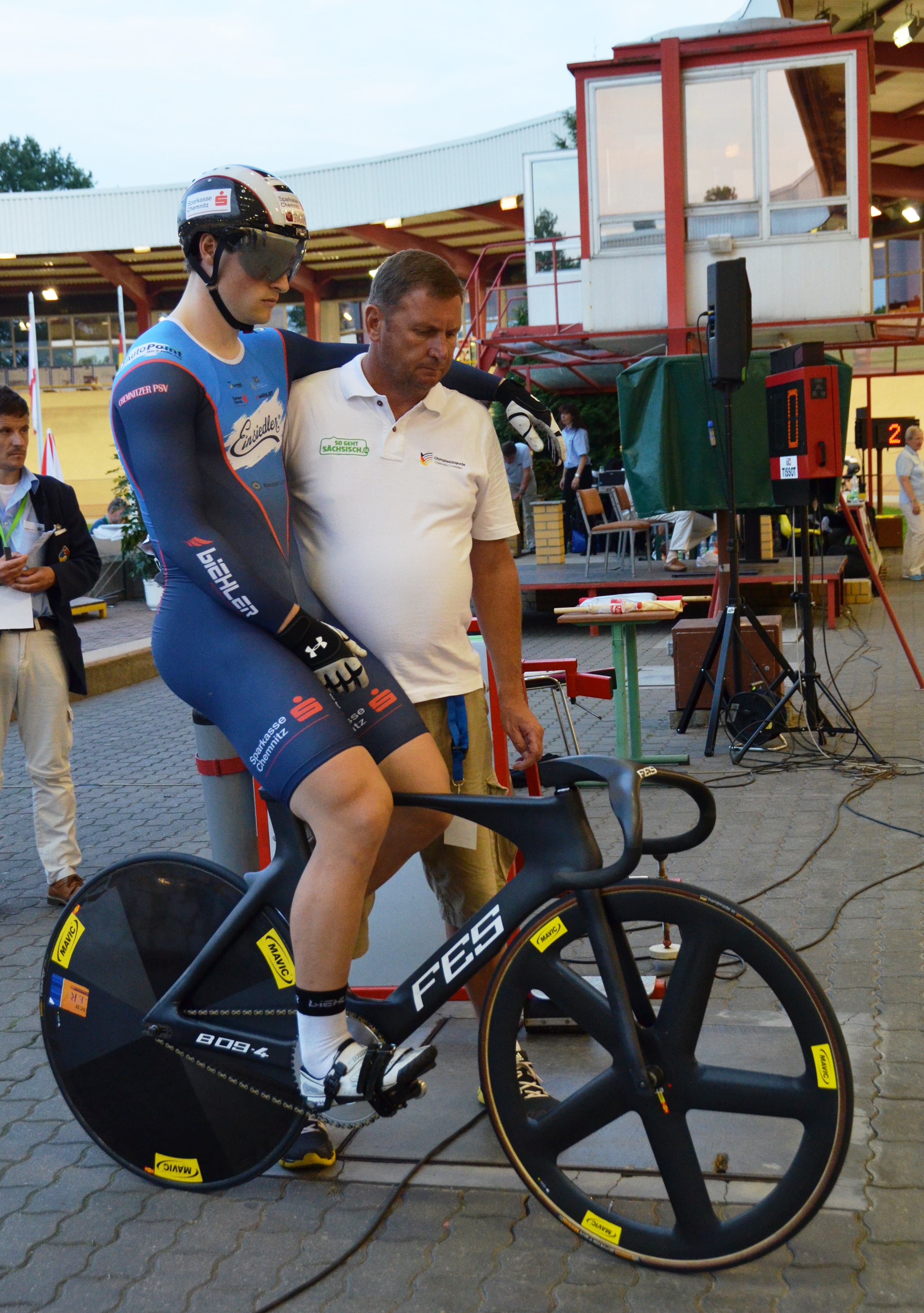
Stefan Bötticher gewann die Titel im Sprint und im Keirin.

| Männer |                   |                       |
| #      | Name              | Verein/Team           |
|        | Stefan Bötticher  | Chemnitzer PSV        |
|        | Robert Förstemann | SSV Gera 1990         |
|        | Tobias Wächter    | Schweriner Sport Club |

| Frauen |                |                      |
| #      | Name           | Verein/Team          |
|        | Kristina Vogel | Team Erdgas.2012     |
|        | Miriam Welte   | 1. FC Kaiserslautern |
|        | Sabina Ossyra  | Rottaler RSV         |

### Keirin
| Männer |                   |                       |
| #      | Name              | Verein/Team           |
|        | Stefan Bötticher  | Chemnitzer PSV        |
|        | Marc Schröder     | Schweriner Sport Club |
|        | Robert Förstemann | RSV Gera              |

| Frauen |                |                      |
| #      | Name           | Verein/Team          |
|        | Kristina Vogel | Team Erdgas.2012     |
|        | Miriam Welte   | 1. FC Kaiserslautern |
|        | Sabina Ossyra  | Rottaler RSV         |

### Zeitfahren
| Männer (1000 Meter) |                 |                        |            |
| #                   | Name            | Verein/Team            | Zeit (min) |
|                     | Eric Engler     | Track-Team-Brandenburg | 1:03       |
|                     | Joachim Eilers  | Chemnitzer PSV         |            |
|                     | Maximilian Levy | Team Erdgas.2012       |            |

| Frauen (500 Meter) |                |                          |          |
| #                  | Name           | Verein/Team              | Zeit (s) |
|                    | Miriam Welte   | 1. FC Kaiserslautern     | 34       |
|                    | Kristina Vogel | Team Erdgas.2012         |          |
|                    | Gudrun Stock   | RC Die Schwalben München |          |

### Teamsprint
| Männer |                                                                 |                                               |            |
| #      | Name                                                            | Verein/Team                                   | Zeit (min) |
|        | Robert Förstemann Maximilian Dörnbach Richard Aßmus René Enders | SSV Gera 1990/ Sprintteam Thüringen           | 1:01       |
|        | Eric Engler Robert Kanter Tobias Wächter                        | Track-Team-Brandenburg/ Schweriner Sport Club |            |
|        | Henry J. Ober Marc Schröder Stefan Nimke                        | Schweriner Sport Club/ PSV Schwerin           |            |

| Frauen |                                 |                                           |          |
| #      | Name                            | Verein/Team                               | Zeit (s) |
|        | Kristina Vogel Doreen Heinze    | Team Erdgas.2012 RSC Turbine Erfurt       | 45       |
|        | Miriam Welte Emma Hinze         | 1. FC Kaiserslautern RSV Stelzenberg      |          |
|        | Lisa Carolin Happke Alina Lange | RSV Unna 1968 Verein Cölner Straßenfahrer |          |

### Einerverfolgung
| Männer (4000 m) |                   |                   |            |
| #               | Name              | Verein/Team       | Zeit (min) |
|                 | Domenic Weinstein | rad-net Rose Team | 4:32       |
|                 | Moritz Schaffner  | rad-net Rose Team |            |
|                 | Leif Lampater     | RSV Irschenberg   |            |

| Frauen (3000 m) |                |                                 |            |
| #               | Name           | Verein/Team                     | Zeit (min) |
|                 | Stephanie Pohl | RSC Cottbus                     | 3:52       |
|                 | Anna Knauer    | Rabobank Liv Women Cycling Team |            |
|                 | Tatjana Paller | Equipe Velo Oberland            |            |

### Mannschaftsverfolgung
| Männer |                                                                  |                                   |            |
| #      | Name                                                             | Verein/Team                       | Zeit (min) |
|        | Kersten Thiele Theo Reinhardt Henning Bommel Nils Schomber       | rad-net Rose Team                 | 4:15       |
|        | Leon Rohde Stefan Schäfer Franz Schiewer Willi Willwohl          | Brandenburgischer Radsportverband |            |
|        | Florian Kretschy Sebastian Wotschke Hans Pirius Maximilian Beyer | Berliner Radsport Verband         |            |

| Frauen |                                                                      |                                 |            |
| #      | Name                                                                 | Verein/Team                     | Zeit (min) |
|        | Tatjana Paller Gudrun Stock Luisa Kattinger Sabina Ossyra            | Bayerischer Radsportverband     | 5:00       |
|        | Isabell Seif Laura Süßemilch Katja Breitenfellner Sofie Mangertseder | Radsportverband Rheinland-Pfalz |            |
|        | Christina Koep Lisa Carolin Happke Alina Lange Jenny Heeger          | Radsportverband NRW             |            |

### Punktefahren
| Männer |               |                   |        |
| #      | Name          | Verein/Team       | Punkte |
|        | Leon Rohde    | rad-net Rose Team |        |
|        | Achim Burkart | RSV Irschenberg   |        |
|        | Nico Heßlich  | RSC Cottbus       |        |

| Frauen |                |                                 |        |
| #      | Name           | Verein/Team                     | Punkte |
|        | Stephanie Pohl | RSC Cottbus                     |        |
|        | Anna Knauer    | Rabobank Liv Women Cycling Team |        |
|        | Gudrun Stock   | RC Die Schwalben München        |        |

### Zweier-Mannschaftsfahren (Madison)

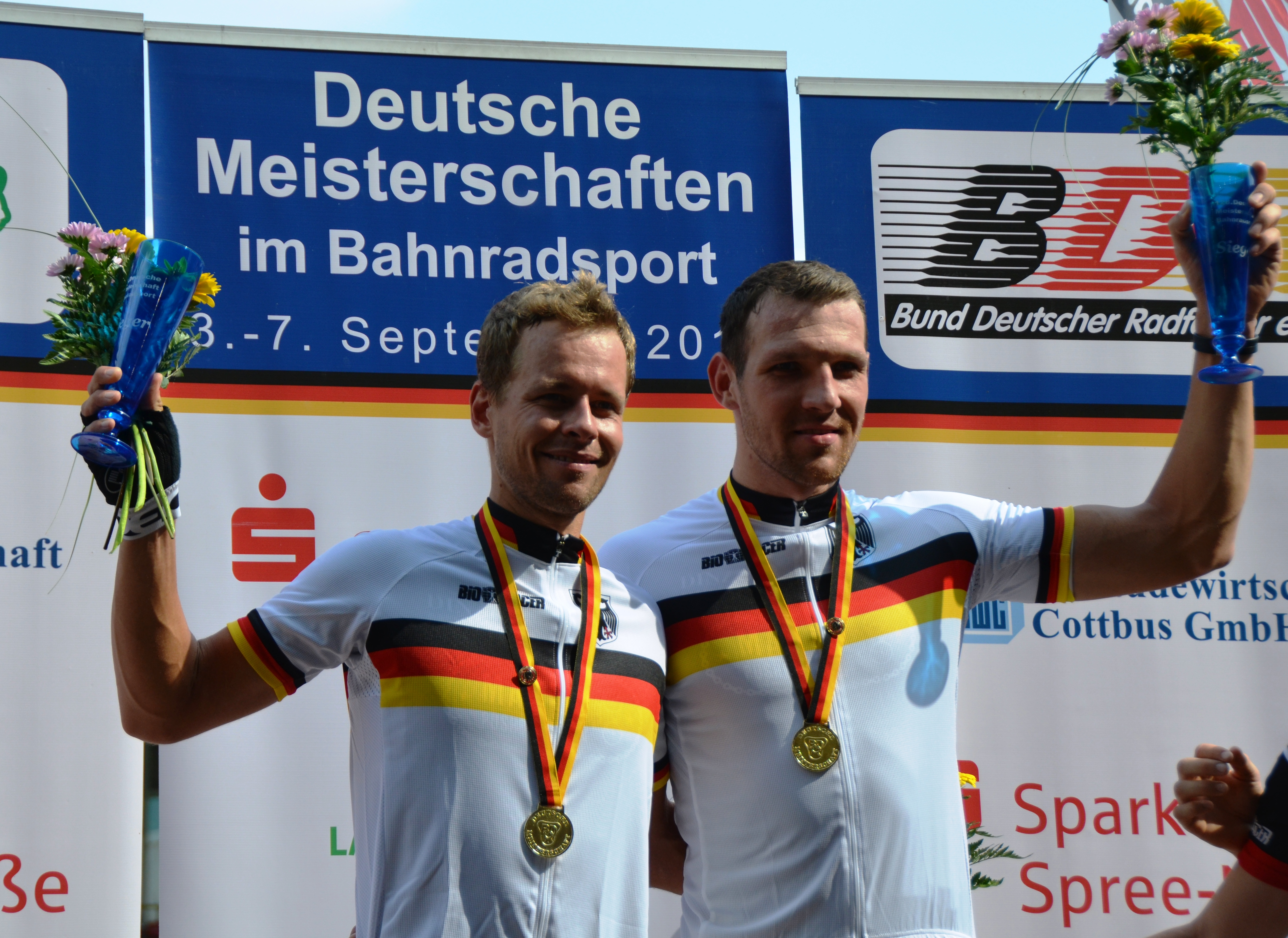
Leif Lampater (l.) und Marcel Kalz wurden deutsche Meister im Zweier-Mannschaftsfahren.

| Männer |                               |                       |        |
| #      | Name                          | Verein/Team           | Punkte |
|        | Marcel Kalz Leif Lampater     | RSV Irschenberg       |        |
|        | Maximilian Beyer Nico Heßlich | SC Berlin RSC Cottbus |        |
|        | Pascal Ackermann Marco Mathis | rad-net Rose Team     |        |

### Scratch

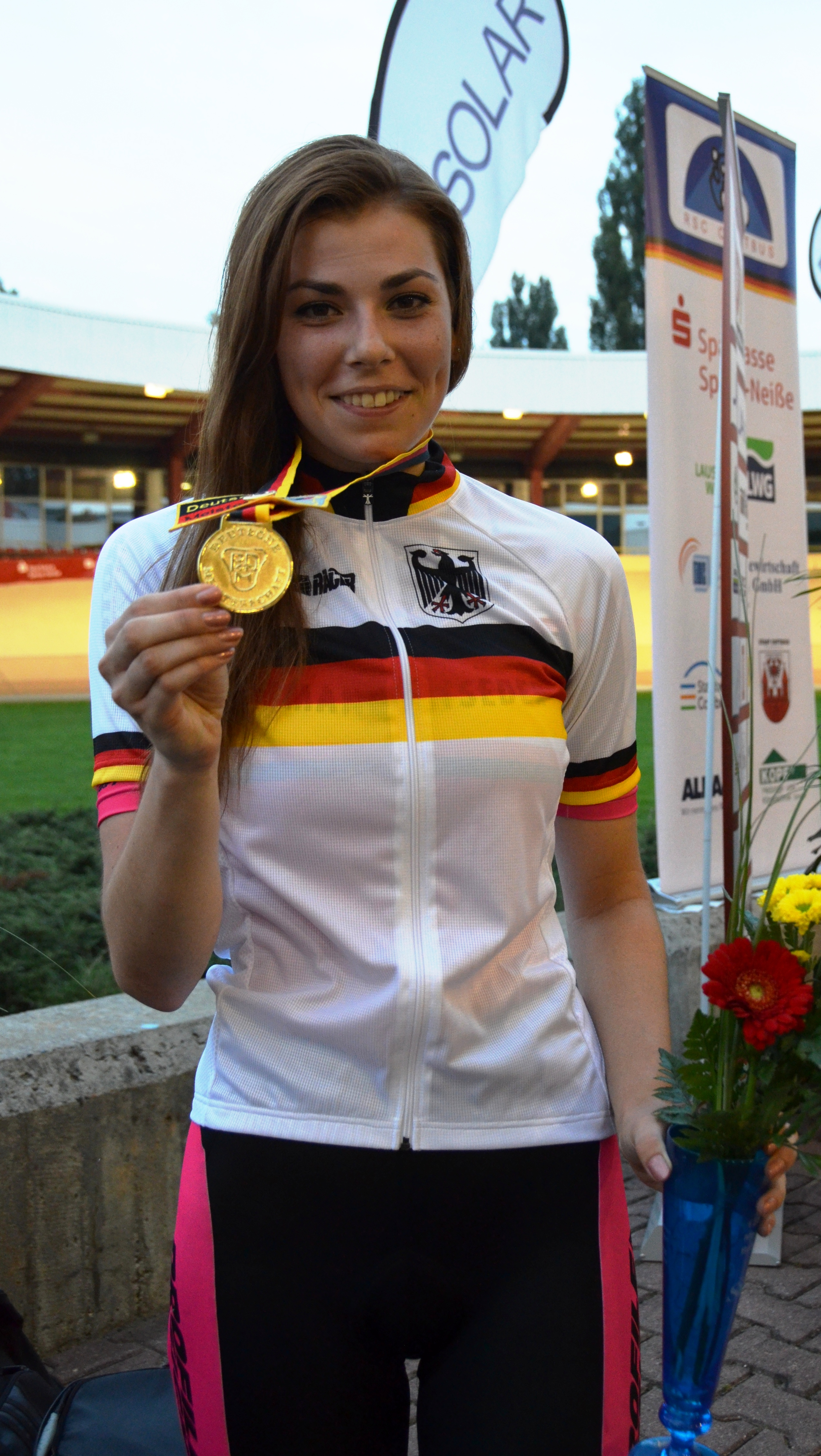
Deutsche Meisterin im Scratch: Laura Süßemilch

| Männer |                    |                             |
| #      | Name               | Verein/Team                 |
|        | Michel Koch        | Cannondale Pro Cycling      |
|        | Stefan Schneider   | Verein Cölner Straßenfahrer |
|        | Sebastian Wotschke | BSV AdW Berlin              |

| Frauen |                    |                                 |
| #      | Name               | Verein/Team                     |
|        | Laura Süßemilch    | RSC Biberach                    |
|        | Sofie Mangertseder | RV Viktoria Niedereschbach      |
|        | Anna Knauer        | Rabobank Liv Women Cycling Team |

### Omnium
| Männer |                |                        |
| #      | Name           | Verein/Team            |
|        | Theo Reinhardt | rad-net Rose Team      |
|        | Michel Koch    | Cannondale Pro Cycling |
|        | Nico Heßlich   | RSC Cottbus            |

| Frauen |              |                                 |
| #      | Name         | Verein/Team                     |
|        | Anna Knauer  | Rabobank Liv Women Cycling Team |
|        | Gudrun Stock | RC Die Schwalben München        |
|        | Lisa Küllmer | RSC Reinheim 1980               |